# 大西洋唱片
大西洋唱片是一家美国唱片公司，以节奏布鲁斯、摇滚和爵士音乐著名。大西洋唱片成立于1947年，长期以来是一家独立运作的公司，1967年被华纳旗下的七彩特异公司收购，现为华纳音乐集团（Seven Arts Productions）旗下子公司。1969年公司賣給 Kinney National 公司。1972改名為「Warner Communications」，同年華納成立「WEA」，將旗下的華納兄弟唱片、Elektra 唱片和大西洋唱片（Atlantic Records）整合。在1990年，Warner Communications 併入時代公司（Time Inc.），成為時代華納。併入不久後 WEA 成為華納音樂集團。2000年，時代華納與美國線上（AOL）合併為「美國線上時代華納」（AOL Time Warner）。最後，在2003年，由小艾格·布朗夫曼（Edgar Bronfman, Jr.）為主的一群個人投資者將華納音樂集團自時代華納手中買下。